# Документообіг
Документоо́біг — це рух документів в установі від моменту створення або від одержання зі сторони до моменту передачі на зберігання до архіву.
Українське законодавство надає таке визначення терміна: документообіг в установі — рух службових документів з моменту їх створення або одержання до завершення виконання або відправлення.

## Основні параметри
Об'єм документообігу складається з вхідних, вихідних та внутрішніх документів, які оброблені за період одного календарного року.
Основні етапи документообігу:
- прийом вхідної кореспонденції;
- обробка та реєстрація документів;
- контроль виконання документів;
- обробка та відправлення вихідної кореспонденції.

Загальна кількість документів кожного потоку за певний період часу (місяць, квартал, рік) становить обсяг Д.
Ведення на підприємстві реєстру всіх документів з їх описом дозволяє повернути або відновити документи в разі їх втрати чи вилучення, зокрема, у випадку обшуку.

## Документообіг в СРСР
Д. що квартально аналізувався, дані про нього доповідалися керівництву організації, установи, підприємства для прийняття управлінських рішень щодо вдосконалення роботи з документами. Підрахунок док-тів з метою визначення обсягу Д. в організації фіксувався по кожному з документопотоків (вхідний, вихідний, внутрішній) в обліковій таблиці в розрізі видів док-тів та груп кореспондентів, а також структурних підрозділів організації. Кількість док-тів показувалася у вигляді дробу, чисельник якого означав кількість док-тів, а знаменник — кількість примірників (копій) док-та. Всі операції, здійснювані працівниками організації у процесі Д., становили зміст спеціальної управлін. функції, що називалася діловодством, або документац. забезпеченням управління. Ці операції об'єднували численні дії, пов'язані зі створенням та оформленням док-тів, їх обліком, реєстрацією, контролем за виконанням, формуванням у справи, підготовкою їх до архівного зберігання тощо.

## Обіг електронних документів
Для організації електронного документообігу на сервері організації створюється база даних, де зберігаються всі створені документи. Доступ до бази даних здійснюється через браузер (як правило, підтримку браузера визначає розробник створеного інтерфейсу). Можливий доступ як по локальній мережі (внутрішньої), так і через інтернет (зовнішній).
Документи зберігаються або завантажуються в певні виділені теки (каталоги) організації. Теки розподілені відповідно до ієрархічної структури підрозділу організації.
Створювати, модифікувати, видаляти створені документи має право особа, наділена відповідними правами.

## Законодавча регламентація в Україні
Інструкція з діловодства офіційно затверджена Кабінетом Міністрів України в Постанові №-1242 від 30.11.2011 і є обов'язковою для виконання усіма установами на території держави.